# Envalirapasset

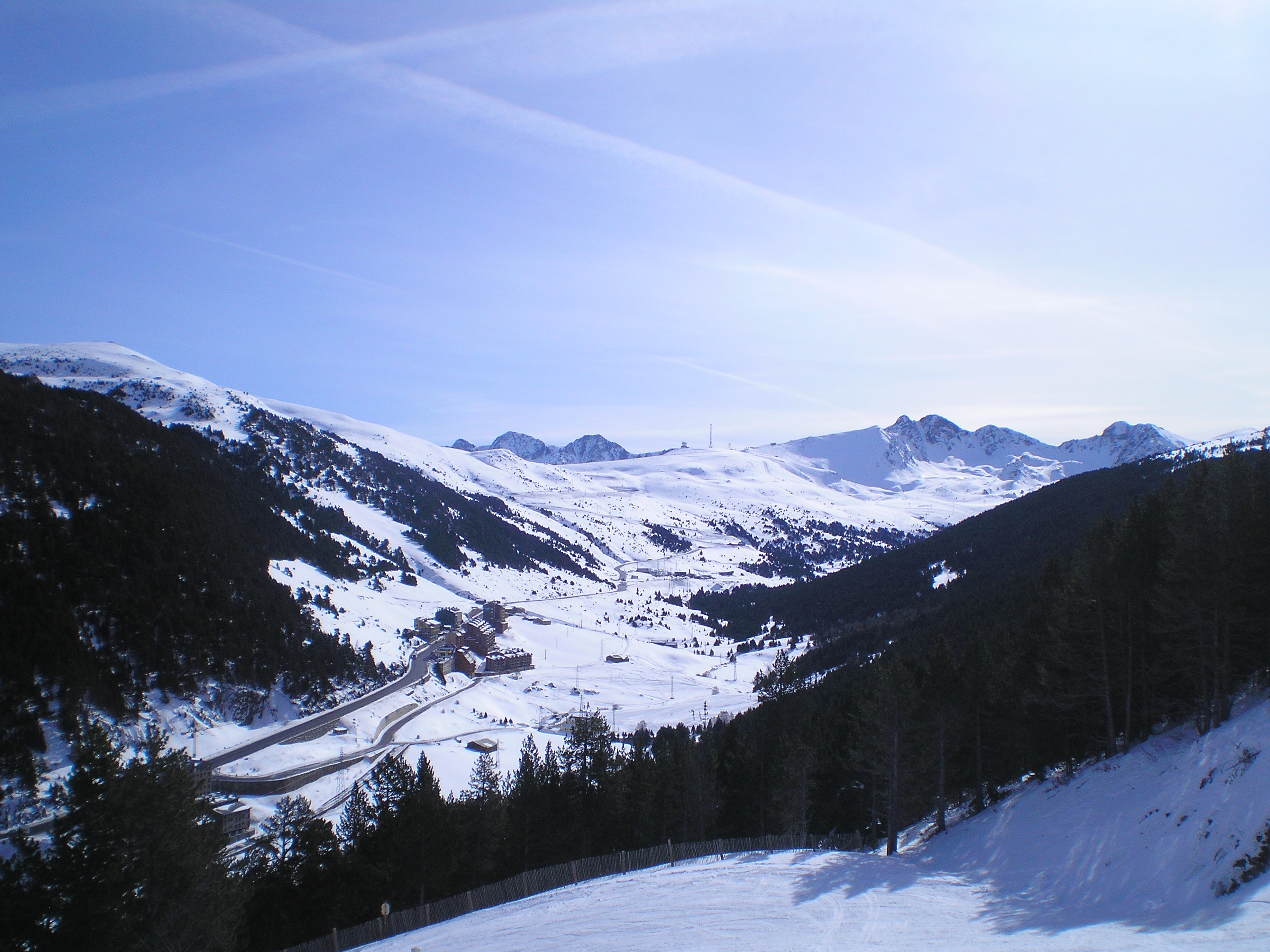
Envalirapasset i februari

Envalirapasset, på katalanska Port d'Envalira, är ett pass i andorranska Pyrenéerna. Envalirapasset är den högsta punkt i området där det går en bilväg (2 409 meter) och det högsta pass i Europa som vid normala väderleksförhållanden är öppet för biltrafik hela året. Sedan 29 september 2002 kan trafik genom området undvika passet genom att ta Envaliratunneln som går på drygt 2000 meters höjd och är öppen för lätt trafik.
Tour de France har ett antal gånger passerat Envalirapasset, bland annat 1997 och 2003.